# Murols
Murols (okzitanisch Muròls) ist eine südfranzösische Gemeinde mit 102 Einwohnern (Stand 1. Januar 2022) im Département Aveyron in der Region Okzitanien (vor 2016 Midi-Pyrénées). Sie war Teil der ehemaligen Grafschaft Carladès in der historischen Provinz Rouergue. Murols ist Teil des Arrondissements Rodez und des Kantons Aubrac et Carladez. Die Einwohner werden Muroliens genannt.

## Lage
Die Gemeinde Murols liegt am Goul, der im Westen die Grenze zum Département Cantal bildet, etwa 50 Kilometer nordnordöstlich von Rodez. Umgeben wird Murols von den Nachbargemeinden Vezels-Roussy im Norden, Taussac im Nordosten, Lacroix-Barrez im Nordosten und Osten, Saint-Hippolyte im Osten und Süden, Lapeyrugue im Südwesten, Ladinhac Westen sowie Leucamp im Westen und Nordwesten.

## Bevölkerungsentwicklung
| Jahr                       | 1962 | 1968 | 1975 | 1982 | 1990 | 1999 | 2006 | 2019 |
| Einwohner                  | 247  | 240  | 240  | 193  | 175  | 130  | 109  | 115  |
| Quellen: Cassini und INSEE |      |      |      |      |      |      |      |      |

## Sehenswürdigkeiten
- Kirche Saint-Laurent